# Laix
Laix é uma comuna francesa na região administrativa de Grande Leste, no departamento de Meurthe-et-Moselle. Estende-se por uma área de 7,55 km². Em 2010 a comuna tinha 212 habitantes (densidade: 28,1 hab./km²).